# Victor Tissot
Victor Tissot, född den 14 augusti 1844 i Fribourg, död den 6 juni 1917 i Villebon-sur-Yvette vid Paris, var en schweizisk författare.
Tissot var länge utgivare av Gazette de Lausanne (till 1874) och företog därefter resor i Tyskland och Österrike, vilka länders förhållanden efter fransk-tyska kriget han skildrade i skrifter, som rönte stor framgång i Frankrike, men förbjöds i Tyskland på grund av den skarpt polemiska tonen. Bland dem kan nämnas Voyage au pays des milliards (1875; Resa i milliardernas land), Voyage aux pays annexés (1876) och La police secrète prussienne (1884; Polis-interiörer från Preussen).

## Böcker på svenska
- Resa i milliardernas land (Voyage au pays des milliards) (anonym översättning?, Skoglund i distr., 1880)
- Polis-interiörer från Preussen (La police secrète prussienne) (översättning Johannes Granlund, Lamm, 1885)